# Le Bourreau (téléfilm)
Pour les articles homonymes, voir Bourreau (homonymie).
Pour plus de détails, voir Fiche technique et Distribution.
Le Bourreau (en russe : Палач, Palatch) est un téléfilm soviétique en deux parties réalisé par Viktor Sergueïev en 1990, adapté du roman policier de Sergueï Belochnikov. Le film est produit par Lenfilm.

## Synopsis
Trois partenaires de bridge, Igor - maitre d'hôtel, Viktor - un narcologiste et le sculpteur Sacha, violent la journaliste Olga. Le quatrième, Andreï, n'est pas impliqué dans le viol, mais ne fait rien pour l'empêcher. Au lieu de déposer une plainte comme le lui suggère l'agent de police, Olga décide de se venger elle même. D'abord, elle rend visite à son amie Sveta, qui a aidé les agresseurs à la piéger, et la force à révéler leur identité. Avec l'argent tiré de la vente de ses boucles d'oreilles en diamant, Olga paye un certain Voldemar lui laissant la liberté de choix du mode de vengeance pour chacun des violeurs.
Les inconnus violent la fille du maître d'hôtel Igor. Olga appelle Igor et annonce qu'elle le tient quitte de ce qu'il lui a fait, mais les trois autres devront payer à leur tour. Les trois décident d'envoyer Andrei pour essayer de raisonner Olga en lui proposant de l'argent. Andreï arrive chez Olga. Ils se querellent et en viennent aux mains. Olga s'empare d'un couteau et blesse Andreï. Elle regrette son geste et tente de soigner Andreï en faisant appel à son ami Sergueï, un chirurgien. Elle se prend d'affection pour le jeune homme.
Entre temps, un autre violeur Viktor, est attrapé. On lui injecte les médicaments psychotropes, il meurt d'un surdosage. Le troisième violeur Sacha péri dans un accident de voiture dont les freins ont été endommagés.
Olga apprend le suicide de Sveta. Elle demande au téléphone à Voldemar d'arrêter les meurtres, mais ce dernier déclare qu'il ne peut pas le faire, parce que les ordres ont déjà été transmis à d'autres personnes. Olga essaie de s'enfuir avec Andreï. Quand ils montent dans le train de banlieue, dans la foule quelqu'un plante un couteau dans le dos d'Andreï qui s'éteint sous les yeux d'Olga.
Voldemar arrive chez Olga. La jeune femme le tue d'un coup de fusil de chasse de son grand-père, puis, elle se suicide.

## Fiche technique
- Réalisateur : Viktor Sergueïev
- Scénario : Sergueï Belochnikov
- Photographie : Nikolaï Stroganov
- Montage : Liudmila Obrazoumova
- Musique : Edouard Artemiev
- Décors : Evgueni Goukov
- Costumes : Galina Antipina
- Maquillage : Olga Smirnova
- Son : Assia Zvereva
- Production : Lenfilm
- Pays d'origine : URSS
- Genre : thriller
- Durée : 157 minutes
- Sortie : 1990
- Langue : russe

## Distribution
- Irina Metlitskaïa : Olga Privalova, photographe reporter
- Algis Matulionis : Voldemar Karlovitch
- Andreï Sokolov : Andreï Arsentiev
- Larissa Gouzeïeva : Sveta, amie d'Olga, mannequin
- Sergueï Gazarov : Igor Pogodine, maitre d'hôtel du restaurant
- Boris Galkine : Sacha Zavalichine, sculpteur
- Stanislav Sadalski : Viktor Goldner, narcologiste
- Elena Arjanik : Lena, amie d'Olga, chanteuse de restaurant
- Aristarkh Livanov : Sergueï Gavrilov, ami d'Olga, chirurgien
- Evgueni Alexandrov : administrateur de restaurant
- Nikolaï Krioukov : grand-père d'Olga
- Maïa Blinova : grand-mère d'Olga